# Oenothera fissifolia
Oenothera fissifolia är en dunörtsväxtart som beskrevs av Ernst Gottlieb von Steudel. Oenothera fissifolia ingår i släktet nattljussläktet, och familjen dunörtsväxter. Inga underarter finns listade i Catalogue of Life.